# Sport de plein air
Un sport de plein air ou sport outdoor est un sport qui se pratique hors des infrastructures couvertes. Dépendants des conditions météorologiques, ils regroupent les sports de pleine nature et les sports urbains. En effet, plusieurs auteurs (Andrieu, Saroh et Thomas, 2020 ; Bellenger et Sirost, 2017 ; Bourdeau et Lebreton, 2013 ; Chavaroche, 2018 ; Corneloup et al., 2014 ; Gibout, 2004 ; Gibout, 2016 ; Machemehl, Sirost et Ducrotoy, 2020 ; Laurent et Gibout, 2010 ; Lebreton et Andrieu, 2012 ; Lebreton et Gibout, 2017 ; Lebreton, 2015 ; Lepillé et al., 2012 ; Papillon et Dodier, 2012 ; Riffaud, 2017) ont développé l'idée que les sports urbains pourraient apporter un bénéfice proche des activités de pleine nature. Certains sports comme le cyclisme ou la course à pied peuvent se pratiquer dans les deux environnements.

## Sports individuels
- Accrobranche
- Alpinisme
- Athlétisme
- Aviron
- Ball trap
- Biathlon
- BMX
- Canoë-kayak
- Canyonisme
- Char à voile
- Course à pied
- Cyclo-cross
- Cyclotourisme (incluant le bikepacking)
- Équitation
- Escalade
- Golf
- Kitesurf
- Luge
- Marche à pied
- Pentathlon
- Planche à voile
- Plongée en apnée
- Rafting
- Randonnée pédestre
- Roller
- Skate
- Ski de randonnée
- Ski alpin
- Ski nautique
- Ski nordique
- Snowboard
- Spéléologie
- Triathlon
- Voile
- VTT
- Wakeboard

## Sports collectifs
La plupart des sports collectifs qui se déroulent en plein air font également partie de cette catégorie. C'est notamment le cas des sports suivants :
- Baseball
- Beach handball
- Beach soccer
- Beach volley
- Cricket
- Crosse au champ
- Football
- Football australien
- Football américain
- Football canadien
- Football gaélique
- Hockey sur gazon
- Quidditch moldu
- Rugby à VII
- Rugby à XIII
- Rugby à XV
- Softball
- Trollball
- Ultimate
- Roller derby

Le sport de plein air peut être aussi plus classique comme la course à pied mais aussi la pratique de la culture physique par plusieurs méthodes qui s'appuient sur les éléments naturels pour développer harmonieusement le corps.
Par exemple, la méthode Hébert permet de solliciter toutes les parties du corps, lors d'activités de plein air, pour faire de l'exercice physique.
De nombreux clubs ou associations, notamment dans le monde anglo-saxon, proposent des séances de sport en plein air pour motiver les gens à faire du sport ou les sortir des traditionnelles salles de sport.